# Nuklearna elektrana Tricastin
Nuklearna elektrana Tricastin je nuklearna elektrana u Francuskoj, a nalazi se na rijeci Rhône između Valence (70 km uzvodno) i Avignona (65 km nizvodno). Nuklearna elektrana Tricastin je nalazi na području 4 općine (Saint-Paul-Trois-Châteaux, Pierrelatte,  Bollène i Lapalud) i 4 francuska departmana (Drome, Vaucluse, Gard i Ardeche), na desnoj strani kanala Donzère – Mondragon (kanal rijeke Rhône). Nuklearna elektrana Tricastin je ujedno i dio jednog od najvećih nuklearnih postrojenja u svijetu, koje se nalazi na preko 600 hektara i upošljava oko 5 000 radnika, a obuhvaća sljedeće tvrtke:
- Commissariat à l'énergie atomique (CEA) de Pierrelatte (ispitivanje nuklearnog oružja),
- Nuklearna elektrana Tricastin snage 3 660 MW,
- Comurhex (postrojenje za dobivanje uranijevog heksafluorida),
- Eurodif (postrojenje za obogaćivanje uranija do 3,5%).

## Nuklearni reaktori
Nuklearna elektrana Tricastin ima 4 tlačna reaktora PWR, svaki snage 915 MW (ukupno 3 660 MW), koji su se počeli graditi 1970-tih, a završeni ranih 1980-tih. Ti nuklearni reaktori proizvode oko 25 TWh električne energije, što je 6% potreba Francuske za električnom energijom. Treba napomenuti da oko dvije trećine te električne struje se vraća u postrojenje Eurodif za obogaćivanje uranija. Potrošeno nuklearno gorivo se željeznicom prevozi do nuklearnog postrojenja COGEMA La Hague, gdje se vrši dodatna obrada kako bi se dio vratio ponovno kao nuklearno gorivo.

## Sigurnost nuklearne elektrane
Ispitivanja su pokazala (2. srpnja 2004. izvedeno od strane Autorité de sûreté nucléaire) da u slučaju požara je potrebno 37 minuta da bi se odgovorilo na njega.
Nakon poplave u Nuklearnoj elektrani Blayais 1999., vršena su dodatna istraživanja za obranu od poplave, zbog blizine kanala rijeke Rhône.
Nakon toplotnog udara koji je zadesio Europu 2003., maksimalna temperatura vode u kanalu rijeke Rhône (27 ºC) je prešla dozvoljenu vrijednost i to oko 44 sata.

## Nezgode u Nuklearnoj elektrani Tricastin

### Nezgode u NE Tricastin 2008.
7. srpnja 2008. iz nuklearne elektrane Tricastin je ispušteno oko 6 kubičnih metara tekućine koja sadrži uranij. 24. srpnja 2008. se dogodio ponovno kvar u Nuklearnoj elektrani Tricastin, oko 100 zaposlenika nuklearke bilo je izloženo radioaktivnim česticama. Radi se o četvrtoj nezgodi u dva tjedna. U oba slučaja francuske vlasti su nezgodu ocijenile na INES ljestvici s razinom 1. Zanimljivo je da sve dosadašnje nezgode u francuskoj javnosti i medijima ne izazivaju posebnu pozornost. Razlozi su možda činjenica da je nuklearna tehnologija jedna od najvažnijih francuskih izvoznih proizvoda, prije svega u Aziju i sjevernu Afriku, a drugi možda i to što se francuska voda za piće (Evian, Vittel, Volvic, Perrier) izvozi također ne samo širom Europe već u cijeli svijet.

### Nezgoda u NE Tricastin 2010.
Revue de la Presse u kolovozu 2010. navodi da je francusko postrojenje za obogaćivanje uranija Eurodif nesrećom nekontroliranog ispuštanja radioaktivne tekućine u prirodu donijela štetu za enoturizam. Vinograde na lijepim brežuljcima u Tricastinu (Drôme) turisti izbjegavaju. Tricastinska poznata elitna vina se manje prodaju, iako je utvrđeno da loza nema radioaktivnih tragova. Zato će vinogradari 2011. etiketu AOC Côteaux du Tricastin zamijeniti s AOC Crignan-Les Adhémar obližnjeg sela.

### Požar u NE Tricastin 2011.
U subotu 2. srpnja 2011. pojavio se požar u NE Tricastin. Operater elektrane EDF potvrdio je da se nezgoda dogodila na transformatoru koji se nalazi izvan nuklearnog dijela elektrane, ugašen je akcijom vatrogasne postrojbe i nije rezultirao niti zračenjem niti curenjem radioaktivnog materijala u okoliš. Eksplozija na transformatoru spomenuta u nekim medijima nije komentirana. Nije komentiran niti sam uzrok požara. Vatrogasci su pozvani odmah te je požar brzo doveden pod kontrolu i nitko nije ozlijeđen. EDF je dodao da nuklearni reaktor Tricastin 1 nije bio u radu u trenutku požara, jer se nalazio u redovnom godišnjem održavanju. Francusko Ministarstvo unutarnjih poslova potvrdilo je da nije bilo onečišćenja okoliša.

## Slike
- Rashladni tornjevi postrojenja za obogaćivanje uranija Eurodif.
- Rashladni toranj.
- Pogled iz zraka na NE Tricastin.
- Kanal Donzère – Mondragon (kanal rijeke Rhône) uz NE Tricastin.